# Zara Mahamat Yacoub
Pour les articles homonymes, voir Mahamat.
Zara Mahamat Yacoub née en 1961 à N'Djaména, est une cinéaste, réalisatrice et journaliste Tchadienne.

## Biographie
Zara Mahamat Yacoub nait en 1961. Elle étudie les lettres modernes à l'université de N'Djamena. Plus tard, elle prolonge ses études en communication, et se spécialise dans les médias audiovisuels, à l'Institut national de l'audiovisuel à Bry-sur-Marne, en France,.
De retour au Tchad, Zara travaille en tant que présentatrice et journaliste pour la radio. Après la fondation de la première station de télévision tchadienne, Télé Tchad, elle opte pour cette voie et y travaille en tant que chef des programmes. Elle était la seule femme dans toute la station. Plus tard elle devient la gestionnaire en chef de la Télévision Nationale du Tchad. Elle travaille également comme journaliste pour la station sud-africaine Canal Afrique.
Elle se consacre ensuite à l'Union des radios privées du Tchad (URPT),,. Elle est en outre à la tête de la station de radio privée Dja FM. Elle est la première femme à  lancer une radio indépendante au Tchad. Elle déclare que les stations de radio communautaires jouent un rôle essentiel dans le développement du Tchad, mais ne reçoivent pas un appui substantiel de l’État tchadien.
En plus de sa carrière dans la télévision tchadienne, elle produit plusieurs films, surtout des documentaires, et des courts-métrages, avec sa propre société de production, Sud Cap Production, qu'elle fonde en 2001. Dans ses films et hors de l'écran, elle s'engage pour l'amélioration des droits de la personne, en particulier l'égalité des femmes au Tchad, ce qui fait d'elle une cible de la répression. Son court-métrage Dilemme au féminin qui critiquent les mutilations génitales féminines, est particulièrement controversé. Le film provoque de vives protestations dans le pays, et une fatwa est prononcée contre elle,,.
En 2015, elle est arrêtée après qu'une bagarre ait éclaté entre sa famille et quelques commerçants qui voulaient acheter sa maison. Elle est libérée après la mobilisation de son quartier en sa faveur. En 2016, elle mène une session de formation de journalistes tchadiens sur la couverture des élections, en se concentrant principalement sur les compétences,  l'éthique et  la déontologie.
En juillet 2025, elle reçoit le prix de femme de média pour la paix.

## Filmographie
- 1994: Dilemme au féminin
- 1995: Les Enfants de la rue
- 1996: La Jeunesse et l'emploi
- 1996: Les Enfants de la guerre
- 1999: Enfance confisquée
- 2002: Marad Al Ma Inda Daw